# Дурова, Надежда Андреевна
Наде́жда Андре́евна Ду́рова (с 1807 года — Алекса́ндр Андре́евич Алекса́ндров; 17 (28) сентября 1783 — 21 марта (2 апреля) 1866) — офицер кавалерии Русской императорской армии; участник Четвёртой и Шестой войн коалиции, а также Отечественной войны 1812 года; писатель, автор мемуаров. В современных источниках рассматривается как трансгендерный мужчина.

## Биография

### Детство и юность

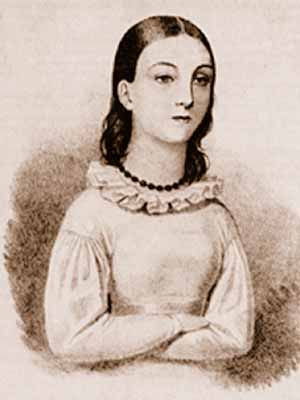
Портрет в молодости

Родители — гусарский ротмистр Андрей Васильевич Дуров и Анастасия Ивановна Александрович, дочь полтавского помещика, дата рождения — 17 (28) сентября 1783 года. Впоследствии в автобиографии, однако, указывался другой год рождения: «Родился я в 1788-м году, в сентябре. Которого именно числа, не знаю. У отца моего нигде этого не записано». Возможными местами рождения разные исследователи называют село Вознесенское, Киев и Херсон. Мать будущего кавалериста хотела сына и не любила ребенка. После того, как мать выбросила плакавшего годовалого младенца в окно кареты, отец отдал его на воспитание гусару Астахову. В «Записках кавалерист-девицы» писатель рассказывал о своем детстве: «Седло было моею первою колыбелью; лошадь, оружие и полковая музыка — первыми детскими игрушками и забавами».
В восемнадцать лет был заключен брак с судебным заседателем Василием Степановичем Черновым, который был на семь лет старше. В 1803 году у пары родился сын Иван.
В 1806 году Дурова ушла из дома, присоединившись к Польскому уланскому полку под именем «Александр Соколов». В своей автобиографии писатель не упоминает о браке, сообщая, что «[н]а 17-м году от роду <…> оставил дом отцовский и ушел в службу».

### Военная карьера

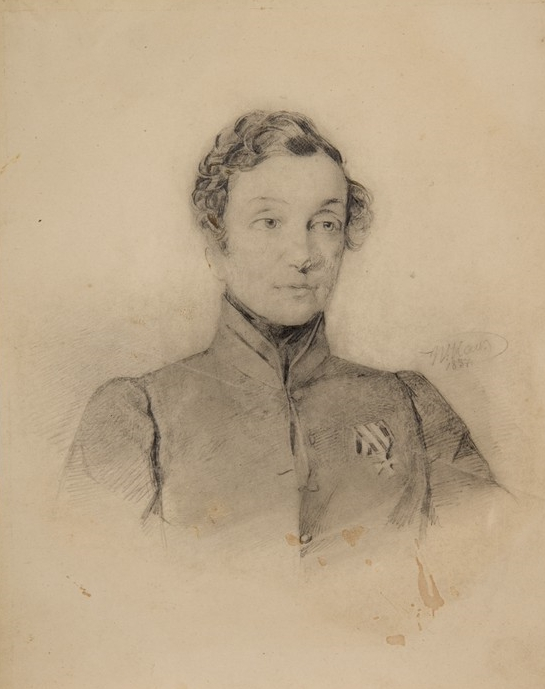
«Портрет Н. А. Дуровой». 1837 г., В. И. Гау

Участвовал в битвах при Гуттштадте, Гейльсберге, Фридланде, где проявил храбрость и спас жизни двух однополчан. После того, как он написал отцу письмо, в котором объяснялся в своем побеге, отец попросил графа Христофора Ливена рассказать, «где и в каком полку, и могу ли я надеяться скоро иметь её дома хозяйкою». На сторону солдата встал император Александр I, который при встрече 31 декабря 1807 (12 января 1808) года дал ему разрешение остаться в армии, лично вручил солдатский Георгиевский крест за спасение раненого офицера, произвёл в корнеты и перевёл в элитный Мариупольский гусарский полк под именем Александр Андреевич Александров, дав фамилию по своему имени.

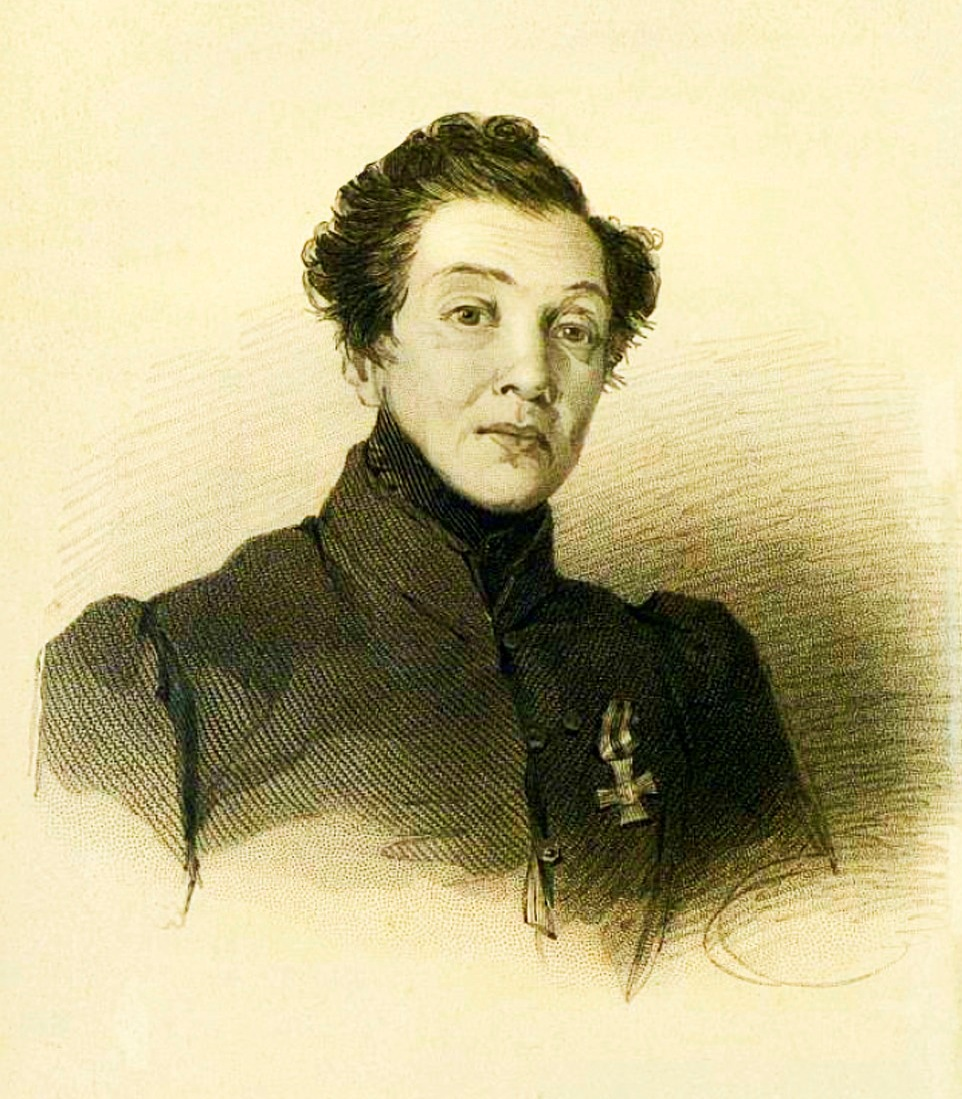
Н. А. Дурова в старости, литография, 1839 год

В 1811 году перевёлся в Литовский уланский полк; по мнению биографа А. А. Сакса, он сделал это, чтобы избежать ухаживаний влюбившейся в него старшей дочери подполковника Павлищева. Летом 1812 года он был произведен в чин поручика. Участвовал в сражениях под Смоленском, Колоцким монастырем, получил в бою при селе Шевардино контузию от ядра и легкое ранение левой ноги. Поссорившись с подполковником Отто Штакельбергом и самовольно уехав на Главную квартиру армии, встретился с Кутузовым, который разрешил ему остаться при его штабе ординарцем. После перехода армии в Тарутино явился к Кутузову с просьбой взять его в адъютанты. Однако боли от контузии ноги усиливались, и уже в сентябре 1812 года Александров отправился в Сарапул на лечение.
Летом 1813 года Александров служил офицером кавалерийских резервов, командуя эскадроном в 150 голов лошадей и 40 нижних чинов. Позже участвовал в Заграничном походе, осаде крепости Модлин. В 1816 году вышел в отставку в чине штабс-ротмистра.

### В отставке

Фотография А. А. Александрова (около 1860—1865 годов)

Выйдя в отставку, до конца жизни продолжал ходить в мужском костюме, использовать имя Александр Александров и говорить о себе в мужском роде.
В отставке обратился к литературному творчеству. К 1814 году уже был готов первый вариант повести «Игра Судьбы, или Противозаконная любовь». Кроме этого, он интересовался устным творчеством народов Поволжья и Прикамья, занимаясь литературной обработкой их легенд. Также ещё в военных походах он вёл дневниковые записи, которые позже стали основой мемуаров.
В 1829 году брат писателя Василий познакомился с Александром Пушкиным. Пушкин выразил заинтересованность в покупке рукописи записок, отмечая, что «[з]а успех, кажется, можно ручаться».
В 1836 году Пушкин получил рукопись и предложил напечатать записки о 1812 годе, заплатив 200 р. за печатный лист, а позже напечатать их вместе с остальными записками в виде книги. Записки вышли в «Современнике» № 2 7 июля 1836 года. Вопреки желанию автора, Пушкин в предисловии назвал автора именем Надежда Дурова, данным при рождении (несмотря на то, что в личных письмах обращался к нему и говорил о нем исключительно в мужском роде). Писатель попросил Пушкина заменить листы, в котором издатель называл его «именем, от которого я вздрагиваю, как только вздумаю, что двадцать тысяч уст его прочитают и назовут», предложив даже уступить Пушкину половину авторского гонорара. Пушкин отказал, сославшись на то, что «[в]се экземпляры уже напечатаны и теперь переплетаются», и посоветовав «вступа[ть] на поприще литературное столь же отважно, как и на то, которое вас прославило».
Изданные записки имели большой успех; Виссарион Белинский в своем разборе второго номера «Современника» счел «Записки Н. А. Дуровой, издаваемые А. Пушкиным» лучшим произведением номера; он также заподозрил в них мистификацию, сочтя странным, «что в 1812 году могли писать таким хорошим языком и кто же еще? женщина». Отдельной книгой под заглавием «Кавалерист-девица» записки издал Иван Бутовский, двоюродный брат автора.
Последующие повести и романы Александрова публиковались в «Современнике», «Библиотеке для чтения», «Отечественных записках» и других журналах, а также отдельными книгами. При издании книги подписывались как «сочинение Александрова (Дуровой)». В 1840 году вышло собрание сочинений в четырёх томах.
Умер 21 марта (2 апреля) 1866 года в Елабуге Вятской губернии в возрасте 82 лет. Священник проигнорировал просьбу покойного отпеть себя как раба Божьего Александра и похоронить под этим именем. При погребении ему были отданы воинские почести. В 1901 году солдаты и офицеры Литовского полка собрали по подписке более 300 рублей, кроме того, из полковых сумм было выделено еще 200 рублей; на эти деньги был установлен памятник. В 1917 году он был уничтожен во время революции, и место захоронения удалось установить заново только в начале 1990-х.

## Гендерная идентичность

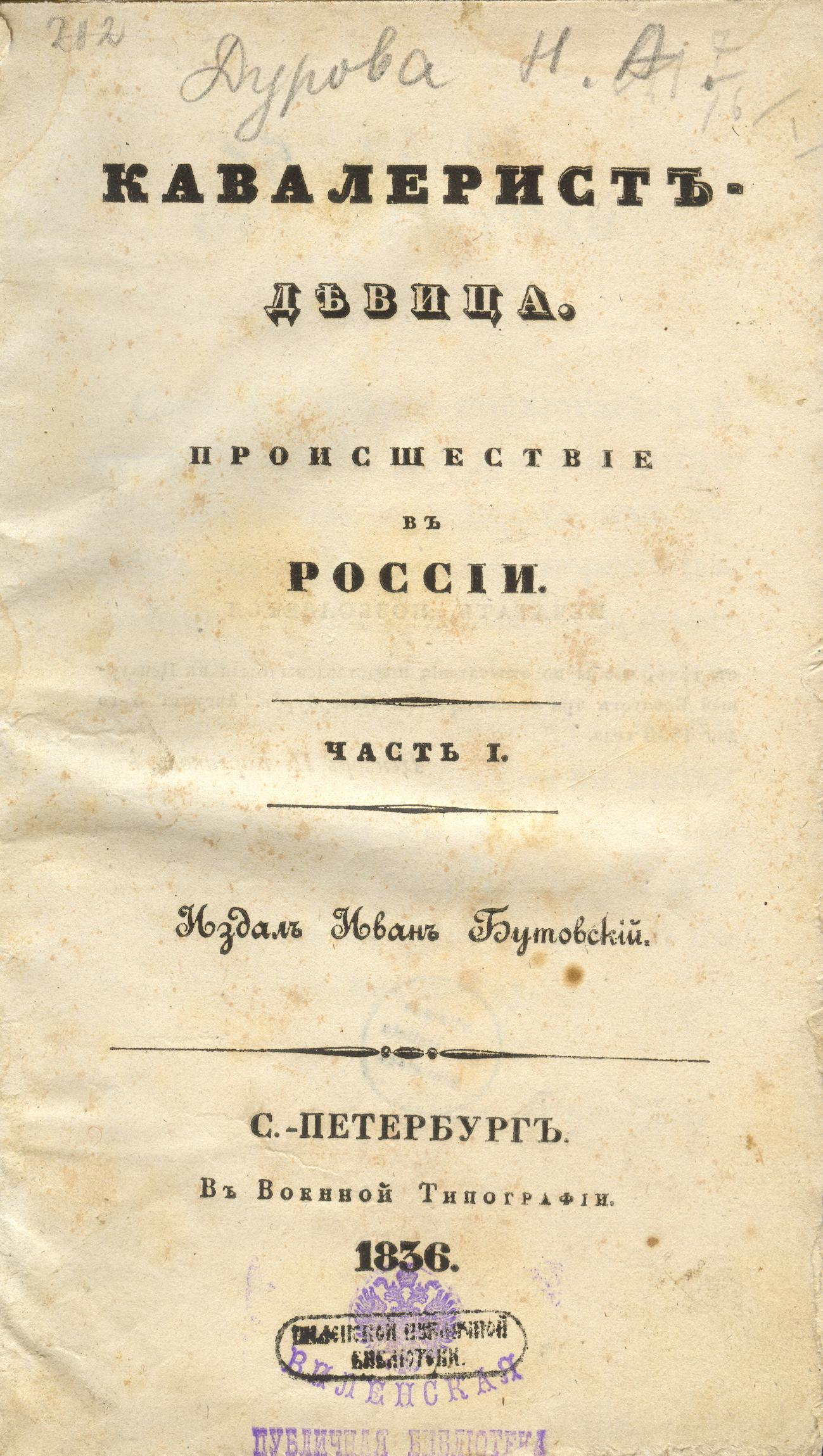
Первое издание «Записок». Титульный лист

Споры относительно гендерной идентичности писателя ведутся до сих пор. Часть исследователей рассматривает его как женщину, переодевающуюся в мужскую одежду: так, например, в статье 1987 года Барбара Хельдт отмечала, что Александров был «не трансвеститом, а скорее женщиной, которая предпочитала уланскую форму и уланскую жизнь атласу, перьям и сидячему образу жизни». Игра с гендерной идентичностью присуща произведениям Александрова: так, в повести «Нурмека» главная героиня представляет своего сына Селима дочерью Нурмекой, а мотив маскарада в целом свойствен для его прозы.
Тем не менее, в личной жизни современники отмечали, что Александров вел себя подчеркнуто мужественно. В «Кавалерист-девице» пишет о желании «сделаться воином, быть сыном для отца своего и навсегда отделиться от пола, которого участь и вечная зависимость начали страшить меня». Даже после увольнения из армии он продолжал использовать выбранное им мужское имя, оно же фигурировало и в большинстве официальных документов. Эту идентичность принимали и многие современники, включая Александра Пушкина. Тем не менее, после смерти Александрова на долгое время общим местом среди исследователей стало использование имени и гендера, от которого он отказался.
Современные исследователи при разговоре об Александрова всё чаще употребляют местоимения и имя, которые он сам предпочитал использовать.
Рут Авербах отмечает, что «Александров стремится не столько к освобождению женщин, сколько к своему личному освобождению от женственности». Доктор Маргарита Вайсман рассматривает «Записки» как «трансгендерную автобиографию».

## Память
Памятники
- Памятник в Сарапуле[22].

Памятник в Елабуге

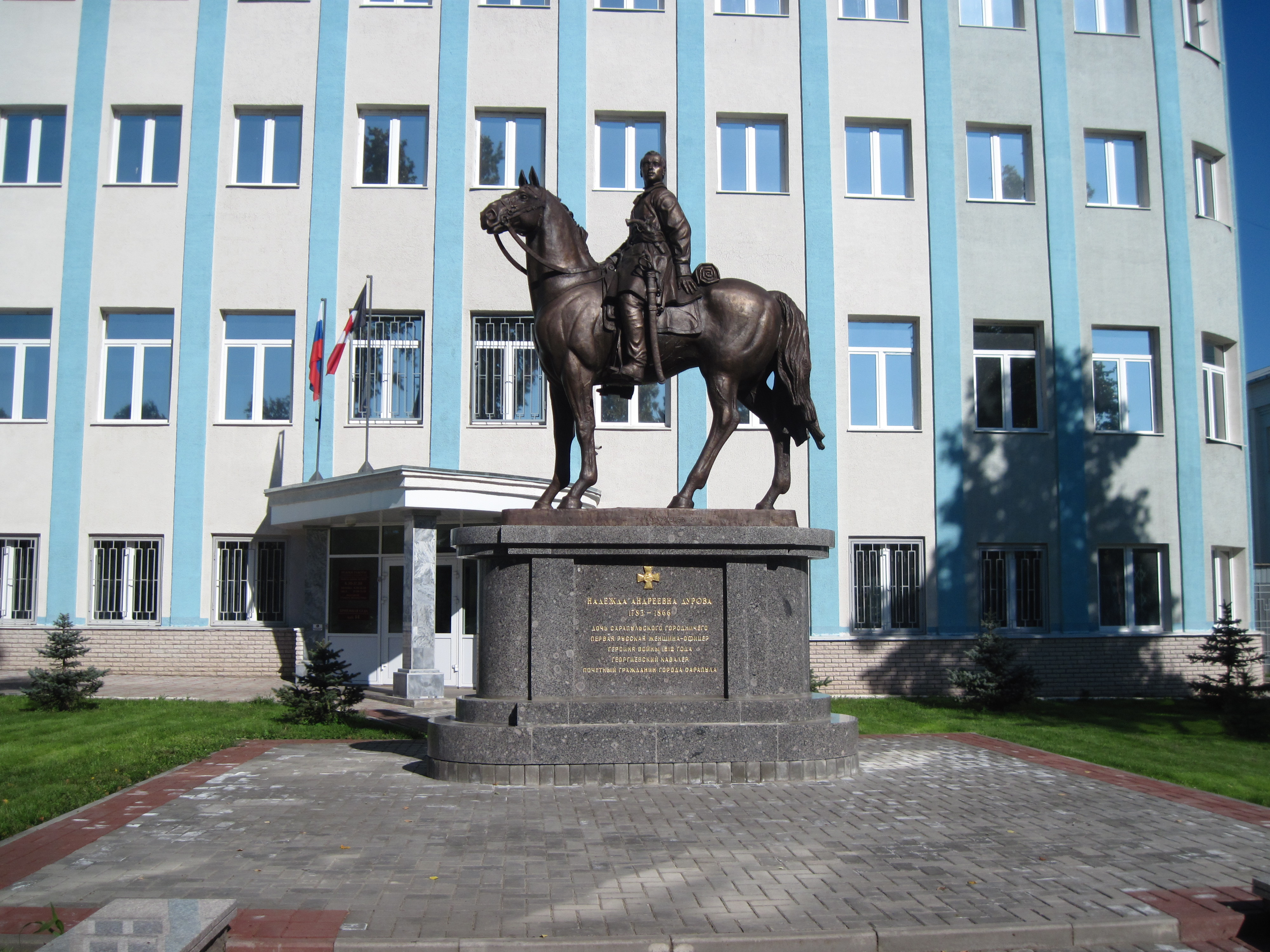
Памятник в Сарапуле

- Памятник в Елабуге (установлен в 1993 г.; скульптор Федор Лях[23], архитектор Сергей Бурицкий) на Троицкой площади, перед Троицким кладбищем.

Музеи
- В Елабуге — единственный в России музей-усадьба кавалерист-девицы Надежды Дуровой[24].

Опера
- Опера «Надежда Дурова» (1946) Анатолия Богатырёва.

Фильмография
- Считается, что Дурова послужила прототипом Шурочки Азаровой — героини пьесы Александра Гладкова «Давным-давно» и фильма Эльдара Рязанова «Гусарская баллада». Однако сам автор опровергает это (см. «Давным-давно»).
- Фильм «То мужчина, то женщина» (режиссёр Александр Наговицын), СССР, Свердловская к/ст по заказу Гостелерадио, 1989, 2 серии.

Нумизматика
- В 2012 году Центральным банком Российской Федерации была выпущена монета (2 рубля, сталь с никелевым гальваническим покрытием) из серии «Полководцы и герои Отечественной войны 1812 года» с изображением на реверсе портрета штабс-ротмистра Н. А. Дуровой.

Памятные даты
- В 2020 году день рождения Н. А. Дуровой включен в число памятных дат Удмуртской Республики[25].